# Acyrthosiphon hissaricum
Acyrthosiphon hissaricum är en insektsart. Acyrthosiphon hissaricum ingår i släktet Acyrthosiphon och familjen långrörsbladlöss. Inga underarter finns listade i Catalogue of Life.